# Lièvre
Lepus
Pour les articles homonymes, voir Lièvre (homonymie).
Genre
Les Lièvres (Lepus) sont un genre de petits mammifères de la famille des Léporidés. Ce sont des animaux sauvages herbivores, proches des lapins. Il existe une trentaine d'espèces de lièvres dans le monde qui diffèrent entre elles par leur taille, leur coloris ou leur mode de vie. Les lièvres sont des animaux relativement solitaires vivant parfois en couple.
Les lièvres sont fins, légers et possèdent de longues pattes postérieures, très musclées, qui leur permettent de se propulser en bonds très rapides lorsque c'est nécessaire. Le lièvre d'Europe peut ainsi se déplacer à une vitesse de 60 km/h en moyenne et atteindre 80 km/h en pointe et peut aussi faire des bonds de deux mètres à la verticale.

## Comparaison avec les espèces proches

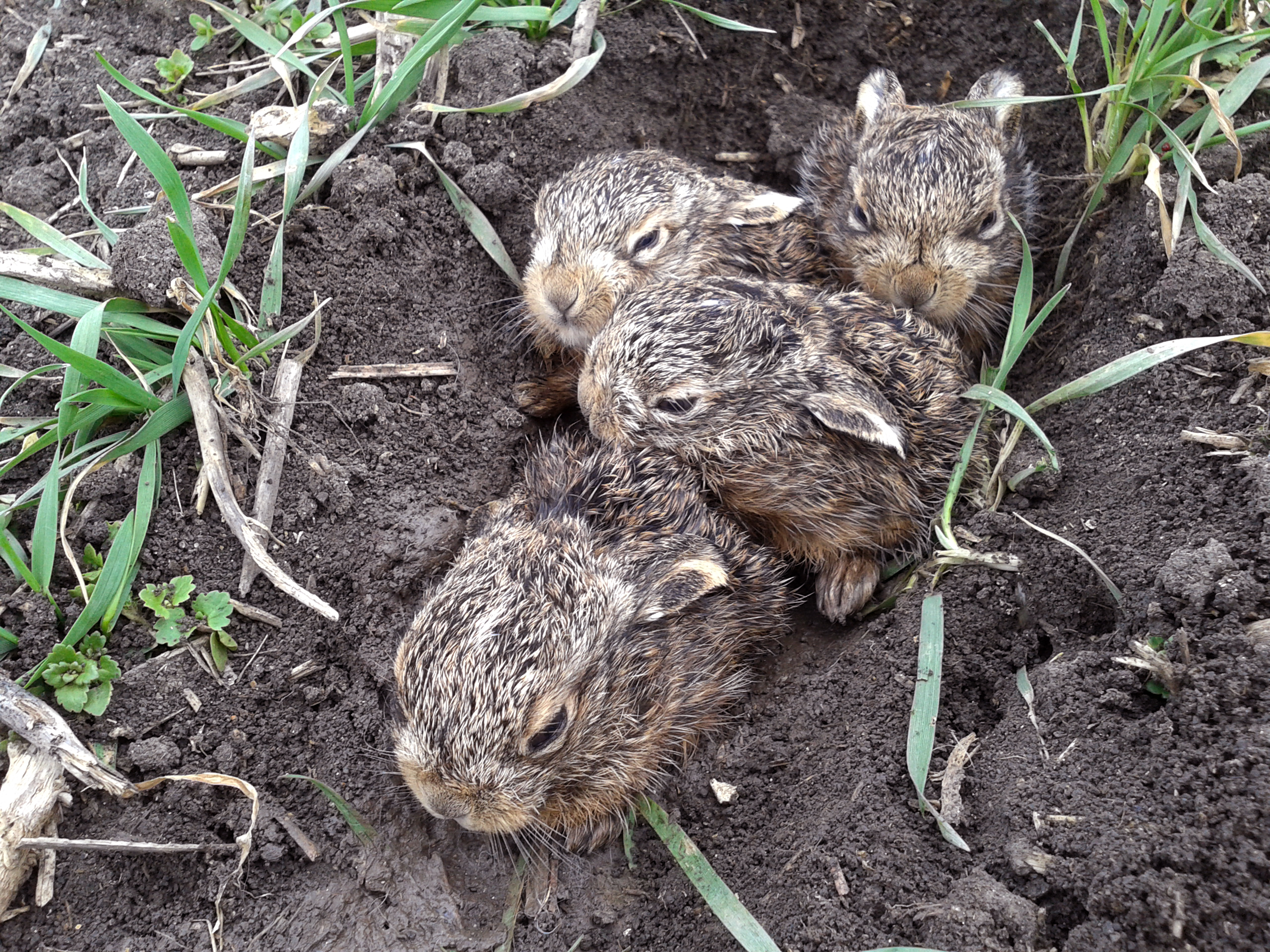
Portée de jeunes lièvres dans un nid à même le sol.

Les lièvres sont des lagomorphes et non des rongeurs. Il s'en distinguent par la denture (les lagomorphes ont deux paires d'incisives à la mâchoire supérieure) ainsi que par l'absence de baculum.
Au sein des lagomorphes, il faut aussi différencier les lièvres « vrais » des pikas, appelés aussi lièvres siffleurs ou lièvres nains. Ils sont classés dans des familles différentes. Il y a aussi des différences notables avec les lapins :
- oreilles plus longues que la tête ;
- iris jaunâtre ;
- ongles des orteils fendus ;
- gestation : 40 jours contre 31 chez la lapine ;
- selon les espèces, le lièvre peut être solitaire ou vivre en couple monogame ;
- quarante-huit chromosomes contre quarante-quatre pour le lapin ;
- l'extrémité de l'oreille du lièvre est noire ;
- contrairement au lapin, le lièvre n'habite pas dans un terrier. Il se repose et élève ses petits dans un nid à même le sol appelé gîte, souvent une simple dépression que l'animal approfondit[1]. Ses gîtes assurent une moins bonne protection que les terriers, notamment concernant la régulation de la température et la protection contre ses prédateurs. Mais les levrauts, « dépourvus d'odeur » à la naissance[1], ont un développement beaucoup plus précoce que les lapereaux : ils sont poilus, voient dès leur naissance et subviennent très vite à leurs besoins ;
- le lièvre est un animal sauvage. Il n'existe pas d'espèce domestique. Toutefois son élevage est largement pratiqué, essentiellement à des fins de repeuplement cynégétique[2] et, autrefois, pour sa fourrure ou sa peau.

## Comportement
Le lièvre est un animal territorial, qui se montre capable de déplacements significatifs (quand il n'est pas confronté à des obstacles importants).
De grandes variations saisonnières et individuelles caractérisent les distances parcourues, et l'étendue du domaine vital.
En zone de terre arable, un suivi télémétrique (fait au centre de l'Allemagne) a conclu que le lièvre s'éloigne assez peu de son gîte (172 à 226 m le jour ou la nuit), avec toutefois d'importantes variations individuelles. Les domaines vitaux s'étendaient dans ce cas en moyenne sur vingt-et-un hectares, avec une taille de domaine vital inversement proportionnel à la taille de la population. Trente deux pour cent de la superficie du domaine vital d'un lièvre chevauchaient celui de ses voisins. Quand la population d'adultes augmente au printemps, un domaine vital individuel moyen chevauchait celui de treize à vingt-et-un lièvres (sans tenir compte des juvéniles).

### Reproduction
La hase (femelle du lièvre) a deux ou trois portées par an et possède trois paires de mamelles. La hase possède deux matrices, et ainsi, elle procrée en superfétation.
Chez le lièvre d'Europe, la période de reproduction va de janvier à novembre.

## Classification

### Liste des espèces
Selon[réf. nécessaire] :
- Lepus alleni Mearns, 1890 — Lièvre antilope.
- Lepus americanus Erxleben, 1777 — Lièvre d'Amérique.
- Lepus arcticus Ross, 1819 — Lièvre arctique.
- Lepus brachyurus Temminck, 1845 — Lièvre du Japon.
- Lepus californicus Gray, 1837 - Lièvre de Californie.
- Lepus callotis Wagler, 1830.
- Lepus capensis Linnaeus, 1758 — Lièvre du Cap.
- Lepus castroviejoi Palacios, 1977 — Lièvre de Castroviejo.
- Lepus comus Allen, 1927 - Lièvre du Yunnan.
- Lepus coreanus Thomas, 1892.
- Lepus corsicanus de Winton, 1898 — Lièvre corse.
- Lepus europaeus Pallas, 1778 — Lièvre d'Europe.
- Lepus habessenicus Hemprich & Ehrenberg, 1832 — Lièvre éthiopien.
- Lepus flavigularis Wagner, 1844.
- Lepus granatensis Rosenhauer, 1856 — Lièvre ibérique.
- Lepus hainanus Swinhoe, 1870.
- Lepus insularis W. Bryant, 1891.
- Lepus mandshuricus Radde, 1861.
- Lepus nigricollis F. Cuvier, 1823.
- Lepus oiostolus Hodgson, 1840.
- Lepus othus Merriam, 1900.
- Lepus peguensis Blyth, 1856.
- Lepus saxatilis F. Cuvier, 1823 - Lièvre des buissons[5]
- Lepus sinensis Gray, 1832.
- Lepus starcki Petter, 1963.
- Lepus timidus Linnaeus, 1758 — Lièvre variable.
- Lepus tolai Pallas, 1778.
- Lepus townsendii Bachman, 1839 – Lièvre de Townsend.
- Lepus victoriae Thomas, 1893.
- Lepus yarkandensis Günther, 1875.
- Lepus whytei Thomas, 1894 — Lièvre de Whyte.

## Statut de conservation

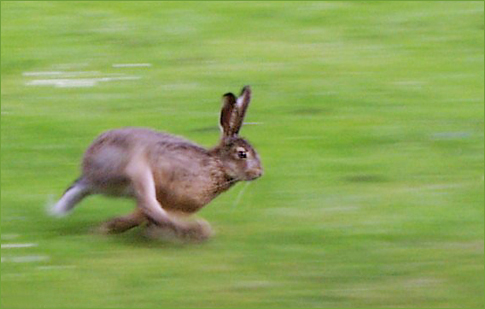
Le lièvre est réputé pour sa rapidité.

Le lièvre a beaucoup régressé dans de nombreuses régions, notamment en Europe, et il a totalement disparu d'une partie de son territoire. Il se montre plus sensible que le lapin à la fragmentation de son territoire par les routes qu'il n'aime pas traverser. S'il est grâce à cela moins sensible à l'écrasement par les véhicules, il pourrait aussi être rendu plus vulnérable aux maladies par la régression de ses prédateurs naturels (moins de sélection naturelle)[réf. nécessaire] et par la consanguinité qui augmente lorsque son territoire se réduit.
Plusieurs maladies dont la tularémie, l'infection par la grande douve du foie Fasciola hepatica, la coccidiose ou encore l'EBHS (European brown hare syndrome, équivalent de la maladie hémorragique virale du lapin (RHD)), ont décimé des populations locales, dont en 2004 dans le sud de la France selon le réseau SAGIR, avec un variant du virus EBHS qui semblait inhabituellement virulent.
En France, au sein de l'Office français de la biodiversité, le CNERA travaille sur les facteurs de régression du lièvre d'Europe en France, mais aussi sur la démographie du lièvre d'Amérique à Saint-Pierre-et-Miquelon et suit la mise en place d’une étude de la biologie de la reproduction du lièvre à collier noir à la Réunion.

### Dynamique des populations
Comme pour d'autres lagomorphes, les courbes démographiques sont généralement cycliques, l'animal étant plus sensible aux maladies en cas de surpopulation et quand le nombre de prédateurs diminue.
Pour faciliter les comptages en stressant moins l'animal, des méthodes d'évaluation de l'abondance du nombre de lièvre d’Amérique (Lepus americanus) par comptage des crottes ont été testées.

## Le lièvre et l'homme

### Chasse
Les lièvres font partie de la culture cynégétique populaire et constituent traditionnellement un gibier de chasse recherché, le beagle étant le chien le plus adapté pour cette pratique.
Les Romains, qui appréciaient particulièrement le lièvre dans leur gastronomie, l'élevaient, ainsi que le lapin de garenne, dans un parc à lièvres, appelé leporarium.
La consommation de viande de lièvre, qui est une viande rouge, est toutefois interdite à la religion juive, ainsi que le précise l'Ancien Testament :

« 7. Toutefois, parmi les ruminants et parmi les animaux à sabot fourchu et fendu, vous ne pourrez manger ceux-ci : le chameau, le lièvre et le daman, qui ruminent mais n'ont pas le sabot fourchu ; vous les tiendrez pour impurs. 8. Ni le porc, qui a bien le sabot fourchu et fendu mais qui ne rumine pas : vous le tiendrez pour impur. Vous ne mangerez pas de leur chair et ne toucherez pas à leurs cadavres. »

— Deutéronome, XIV, 7-8.
Et ce, quoique la classification actuelle ne considère plus le lièvre et le daman comme des ruminants.

## Le lièvre dans la culture

### Symbolisme et mythologie

#### Mer Méditerranée antique et haut Moyen Âge

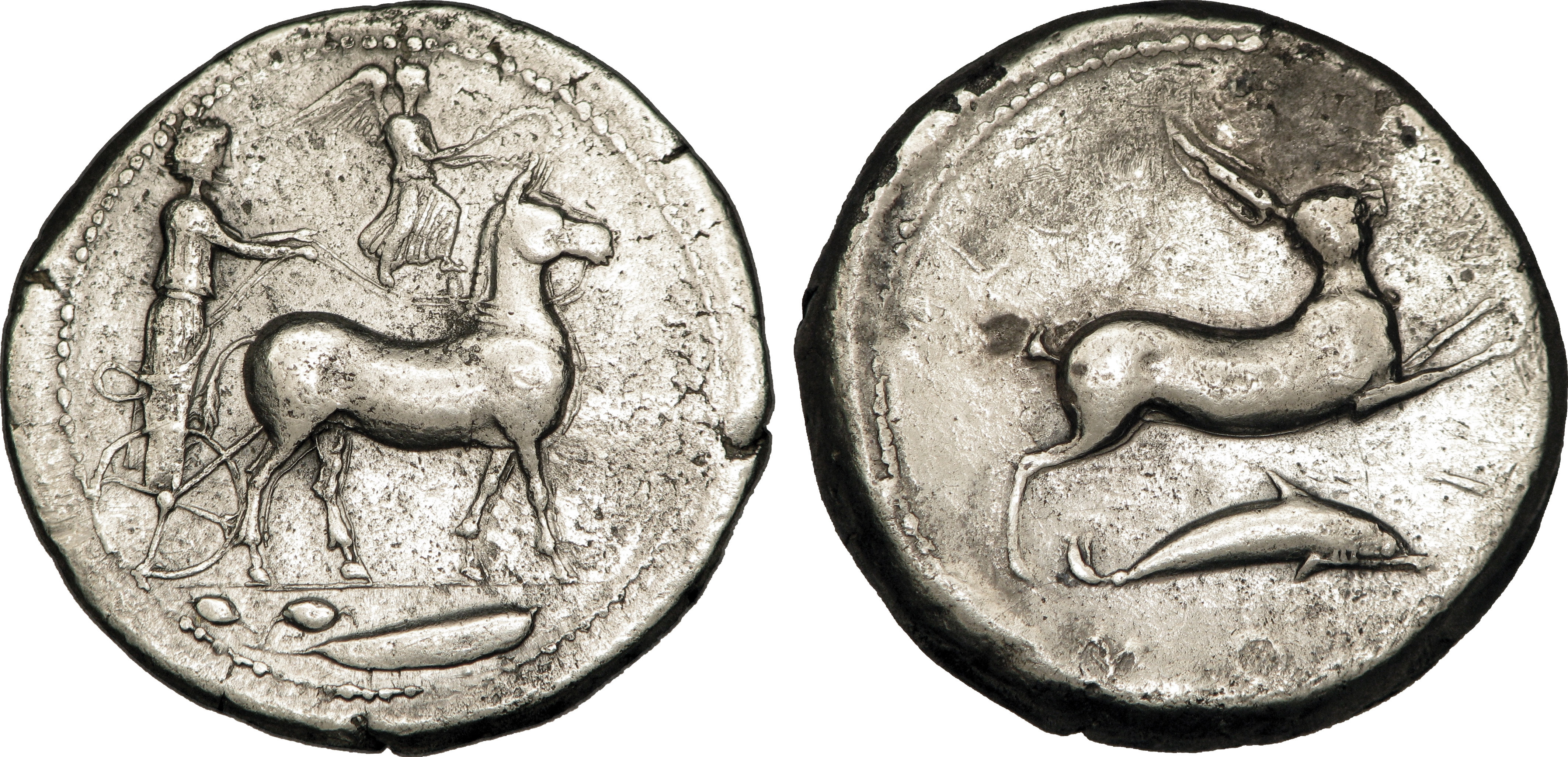
Tétradrachme en argent de Sicile représentant un lièvre bondissant.

Dans le livre VIII de son Histoire naturelle, Pline l'Ancien considère le lapin comme une variété du lièvre. Ayant noté la capacité à la superfétation de celui-ci, il relève son caractère « très fécond ». Confondus dans le symbolisme, lièvre et lapin représentent ainsi fréquemment la fertilité et sont associés à Aphrodite.

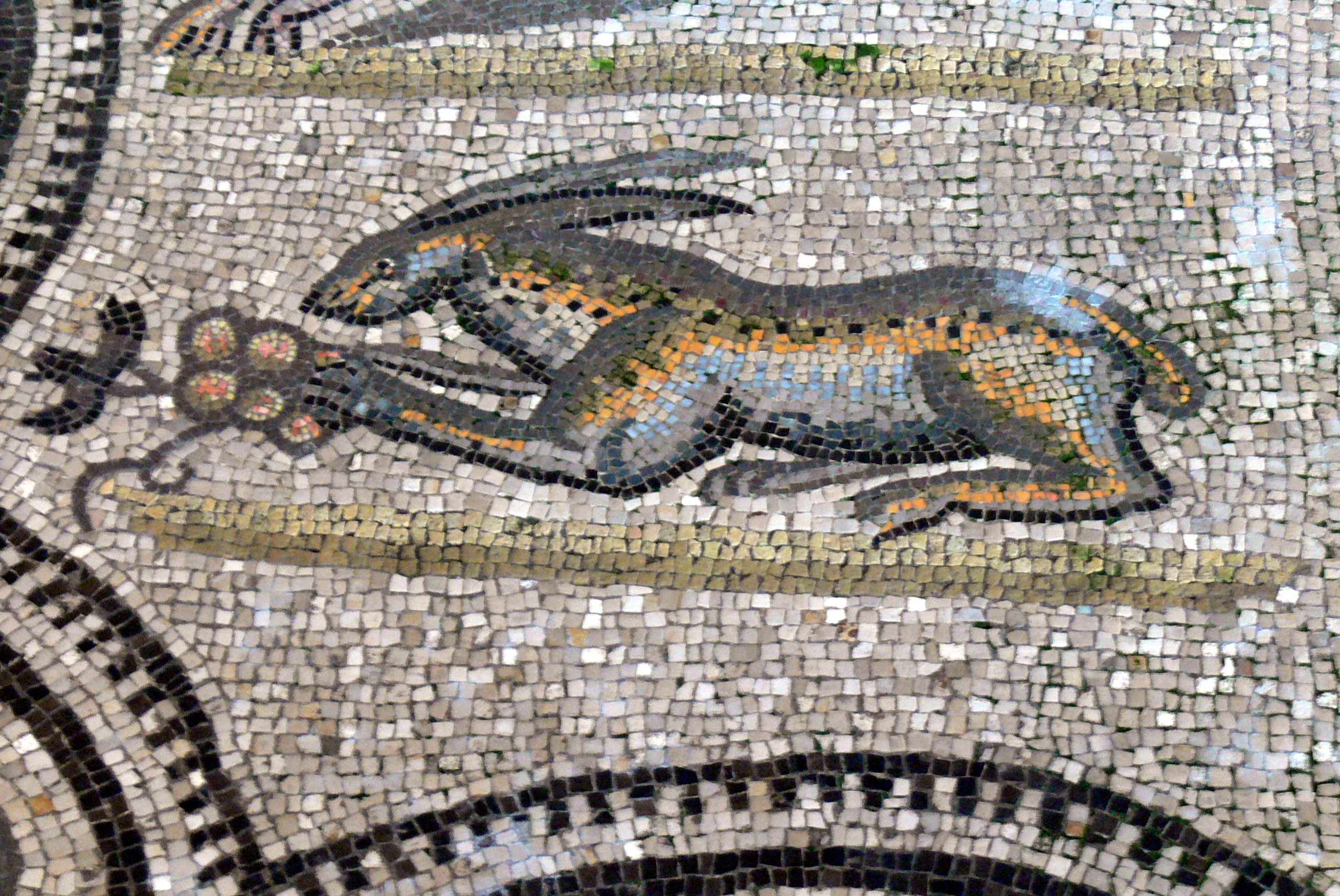
lièvre mangeant des fruits, basilique d'Asquilée

Impur pour les hébreux, il devient un symbole ambigu chez les chrétiens des premiers siècles. Il est à la fois une victime, à l'apparence fragile, féconde, une incarnation de la joie de ceux qui s'extirperont de la terre (les ressuscités) mais aussi une créature lubrique du monde souterrain. Pour saint Ambroise, c'est le premier aspect qui ressort, le lièvre variable lui évoquant la Résurrection dans la mesure où son pelage change de couleur entre la saison froide et le retour de la saison chaude, au printemps. Dans la sculpture romane, soit après que le pape Zacharie ait déconseillé la consommation de sa viande, il relèvera fréquemment du second et sa capture représentera alors le paganisme (ou l'hérésie) vaincu.

#### Afrique
Le lièvre est un personnage récurrent des contes africains et afro-américains. Il est connu sous différents noms comme « Boton le lièvre » (Côte d'Ivoire), ou « Leuk le lièvre » (Sénégal) ou encore « Frère Lapin » chez les Afro-Américains. Ce personnage a des ennemis comme la hyène à laquelle il joue un certain nombre de mauvais tours.

### Vocabulaire

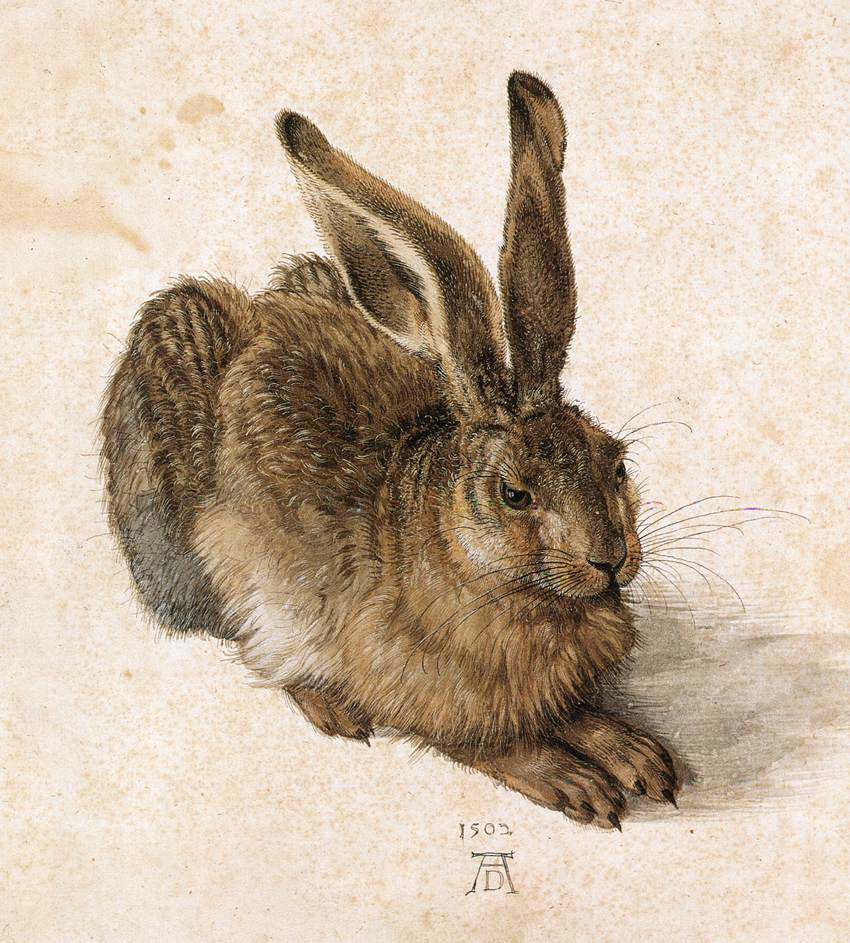
Albrecht Dürer, Le Lièvre, 1502, aquarelle et gouache sur papier.

Le mot lièvre vient du latin lĕpus, ou plus exactement de l'accusatif lĕpŏrem, donc de *lĕpŏre en latin vulgaire.
- La femelle du lièvre s'appelle la « hase[9]» (mot emprunté à l'allemand)
- Le petit du lièvre s'appelle le « levraut » ou « lièvreteau[10]» au Canada
- Le mâle reproducteur s'appelle « bouquin » ou « bouquet » au Canada[10].
- Le cri du lièvre est le « vagissement » ou « couinement[10]» au Canada.
- La période de reproduction porte le nom de « bouquinage ». Le lièvre qui s'accouple, se dit « le lièvre bouquine »[11].

En français, il est parfois désigné par les noms vernaculaires de « capucin », « rouquin », « oreillard », « bossu »…
Régionalement, dans le sud de la France, on l'appelle aussi la lèbre en occitan (il n'est donc pas rare d'entendre les personnes originaires de cette région de dire « une lièvre » de base quel que soit le sexe de l'animal en question), la lebe à l'ouest (gascon), liôre en forézien, erbi en basque. En breton gad (fém.) et en alsacien de Hàs.

### Littérature

#### Littérature française

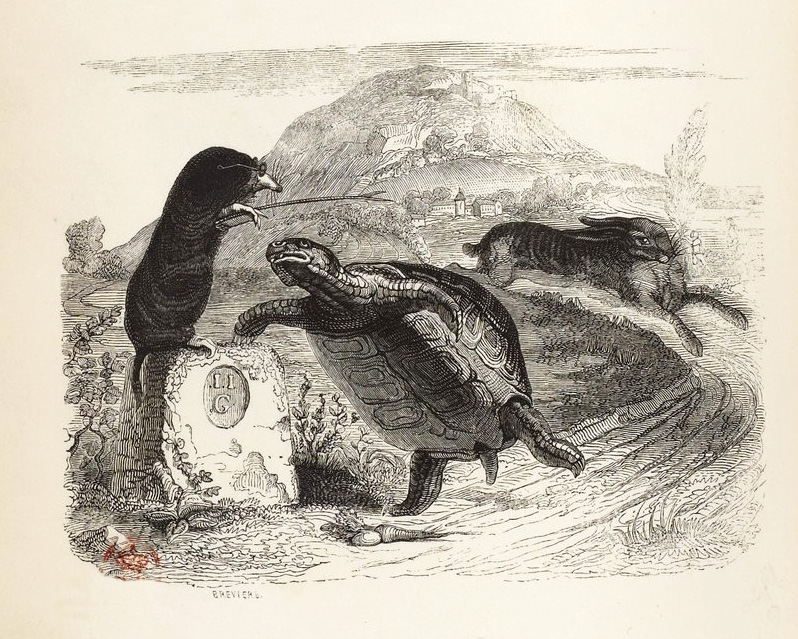
Fables de La Fontaine, édition illustrée par J.J. Grandville - Le Lièvre et la Tortue.

Jean de La Fontaine utilise la figure du lièvre dans plusieurs de ses fables, telles Le Lièvre et la Tortue, le Lièvre et les Grenouilles, Le Lièvre et la Perdrix ou Les Oreilles du Lièvre. Chez Louis Pergaud aussi, le lièvre figure en bonne place, tant dans Le Roman de Miraut, chien de chasse que dans De Goupil à Margot où, sous le nom de Roussard, il est le héros de l'une des nouvelles.

#### Littérature anglaise
Lewis Carroll dans Les Aventures d'Alice au pays des merveilles évoque un personnage nommé le Lièvre de mars.

#### Littérature finlandaise
Le Lièvre de Vatanen, roman d'Arto Paasilinna évoquant l'amitié entre un homme et un lièvre.

### Dans l'art contemporain

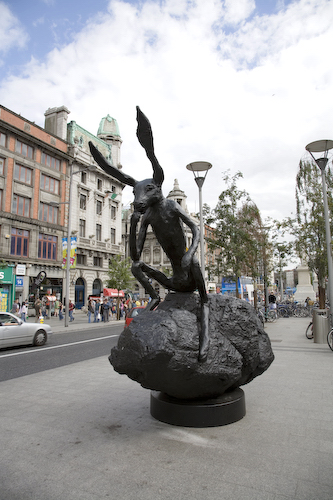
Lièvre de Flanagan in situ (Dublin).

Barry Flanagan est un sculpteur qui a toujours accordé une place centrale à la figure du lièvre dans ses œuvres. On a, à tort, souvent prétendu qu'il représentait des lapins mais c'est bien de lièvres qu'il s'agit « Que le lièvre ait, culturellement, une place spéciale dans notre imagination, je le pense », déclarait l'artiste à la BBC en 1982.
Joseph Beuys réalise en 1965 une performance intitulé « Comment apprendre l'histoire de l'art à un lièvre mort ».
Sigmar Polke a également engagé un travail avec des lièvres sur papier ou tissu, dans le cadre de ses installations.
Köttelkarnikel de Dieter Roth est une copie du lièvre de Dürer à base de crottes de lapin.

### Autres aspects
Au IIe siècle, dans son ouvrage les Nuits attiques Aulu-Gelle indique que « Théopompe rapporte que, dans la Bisaltie, les lièvres ont deux foies. »
Dans le calendrier républicain, le Lièvre était le nom attribué au 25e jour du mois de pluviôse.
Dans les régions germanophones, c'est lui qui apporte les chocolats de Pâques.